# Hartford (Wisconsin)
Hartford ist eine Stadt (mit dem Status „City“) im Washington und zu einem kleinen Teil im Dodge County im US-amerikanischen Bundesstaat Wisconsin. Das U.S. Census Bureau hat bei der Volkszählung 2020 eine Einwohnerzahl von 15.626 ermittelt.
Hartford ist Bestandteil der Metropolregion Milwaukee.

## Geografie
Hartford liegt im Südosten Wisconsins, im nordwestlichen Vorortbereich von dessen größter Stadt Milwaukee. Die Stadt erstreckt sich über eine (Land-)Fläche von 21,77 km².
Nachbarorte von Hartford sind Allenton (13,8 km nordnordöstlich), Slinger (8,6 km ostnordöstlich), Richfield (19,3 km südöstlich), Neosho (13,3 km westlich) und Rubicon (8,3 km westnordwestlich).
Die nächstgelegenen größeren Städte sind Green Bay am Michigansee (156 km nordnordöstlich), Wisconsins größte Stadt Milwaukee (54,7 km südöstlich), Chicago in Illinois (202 km südsüdöstlich), Rockford in Illinois (165 km südsüdwestlich) und Wisconsins Hauptstadt Madison (99,7 km westsüdwestlich).

## Verkehr
Wenige Kilometer östlich der Stadt verläuft der vierspurig ausgebaute U.S. Highway 41, der die kürzeste Verbindung von Milwaukee und Fond du Lac bildet. Im Zentrum von Hartford kreuzen die Wisconsin State Routes 60 und 83. Alle weiteren Straßen sind untergeordnete Landstraßen, teils unbefestigte Fahrwege sowie innerörtliche Verbindungsstraßen.
In West-Ost-Richtung verläuft durch das Stadtgebiet eine Eisenbahnstrecke der Wisconsin and Southern Railroad (WSOR), einer regionalen (Class II) Frachtverkehrsgesellschaft.
Mit dem Hartford Municipal Airport befindet sich im Norden des Stadtgebiets ein kleiner Flugplatz. Die nächsten Verkehrsflughäfen sind der Dane County Regional Airport in Madison (95,8 km westsüdwestlich) und der Milwaukee Mitchell International Airport in Milwaukee (64,4 Kilometer südöstlich).

## Bevölkerung
Nach der Volkszählung im Jahr 2010 lebten in Hartford 14.223 Menschen in 5685 Haushalten. Die Bevölkerungsdichte betrug 684,8 Einwohner pro Quadratkilometer. In den 5685 Haushalten lebten statistisch je 2,47 Personen.
Ethnisch betrachtet setzte sich die Bevölkerung zusammen aus 94,7 Prozent Weißen, 0,9 Prozent Afroamerikanern, 0,5 Prozent amerikanischen Ureinwohnern, 0,8 Prozent Asiaten sowie 1,8 Prozent aus anderen ethnischen Gruppen; 1,2 Prozent stammten von zwei oder mehr Ethnien ab. Unabhängig von der ethnischen Zugehörigkeit waren 4,8 Prozent der Bevölkerung spanischer oder lateinamerikanischer Abstammung.
24,5 Prozent der Bevölkerung waren unter 18 Jahre alt, 61,9 Prozent waren zwischen 18 und 64 und 13,6 Prozent waren 65 Jahre oder älter. 50,9 Prozent der Bevölkerung war weiblich.
Das mittlere jährliche Einkommen eines Haushalts lag bei 57.316 USD. Das Pro-Kopf-Einkommen betrug 26.157 USD. 6,3 Prozent der Einwohner lebten unterhalb der Armutsgrenze.

## Persönlichkeiten
- Samuel S. Barney (1846–1919), republikanischer Abgeordneter des US-Repräsentantenhauses (1895–1903)[7], geboren und aufgewachsen in Hartford
- Joseph Walter Mountin (1891–1952), Arzt, geboren in Hartford
- Quinn Meinerz (* 1998), American-Football-Spieler